# Economia de Sri Lanka
L'economia de Sri Lanka està basada en l'exportació de productes primaris, com grafit, productes tèxtils, te, coco i cautxú. La posició geogràfica de l'illa fa que la seva capital, Colombo, sigui un dels ports més importants de l'oceà Índic. En 1977 el govern va abandonar les polítiques d'estatalització i de substitució de les exportacions per altres orientades a l'economia de mercat i a les exportacions, incloent-se incentius a la inversió estrangera. No obstant això, en 1983 es va iniciar una guerra civil entre les ètnies cingalesa i la minoria tàmil, que es va perllongar fins a 2009 causant grans danys a l'economia del país. Però malgrat la guerra, el producte interior brut del país va créixer gairebé 5% a l'any en els últims 10 anys. Les despeses del govern en desenvolupament i en el combat als Tigres d'Alliberament de Tamil Eelam van fer que el PIB creixés gairebé 7% a l'any entre 2006 i 2008.